# Bolt Thrower
Bolt Thrower (englisch für Balliste) war eine englische Death-Metal-Band aus Coventry und gehörte zu den bekanntesten Vertretern des Death-Metal-Genres. Der Bandname bezieht sich auf eine mittelalterliche Kriegswaffe, die auch wegen des frühen Coverartworks der Band oft mit dem Tabletop-Spiel Warhammer Fantasy assoziiert wird. In den Texten von Bolt Thrower geht es um das Thema Krieg und seine Konsequenzen. Aufgrund niedriger Preise für Konzertkarten und Merchandising galt die Band als besonders fan-nah.

## Geschichte

### 1986–1989: Die frühen Jahre

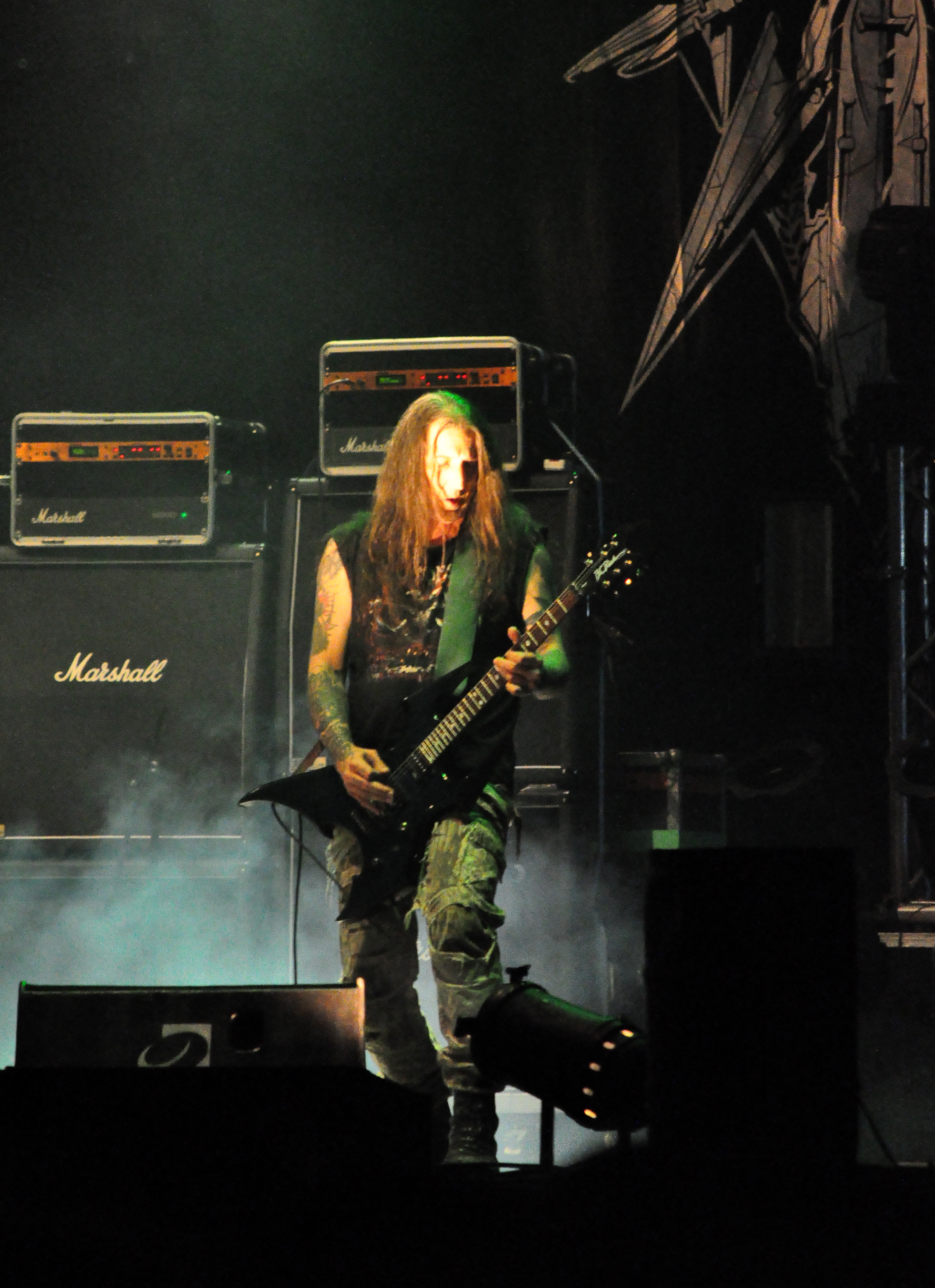
Gavin Ward

Im September 1986 gründen der Gitarrist Barry Thomson und der Bassist Gavin Ward auf der Toilette eines Pubs in Coventry die Band Bolt Thrower. Ursprünglich wollte die Band eine Mischung aus Hardcore Punk und Thrash Metal spielen. Haupteinflüsse waren Slayer, Discharge und Crass. Etwas später wurde die Band durch Thomsons Freund Alan West (Gesang) und den Schlagzeuger Andy Whale vervollständigt.
Die ersten eigenen Lieder klangen wie eine Mischung aus Hardcore, Thrash Metal und Punk. Nachdem die Band genug Lieder geschrieben hatte, nahm sie im April 1987 das erste Demo In Battle There is No Law auf. Ward übernahm später die zweite Gitarre. Dafür sollte Alex Tweedy auf dem zweiten Demo Concessions of Pain den Bass beisteuern. Tweedy erschien jedoch nicht zu den Aufnahmen, so dass Ward sowohl Gitarre als auch den Bass einspielte. Zwei Wochen nach Beendigung der Aufnahmen wurde Wards Freundin Jo Bench die neue Bassistin.

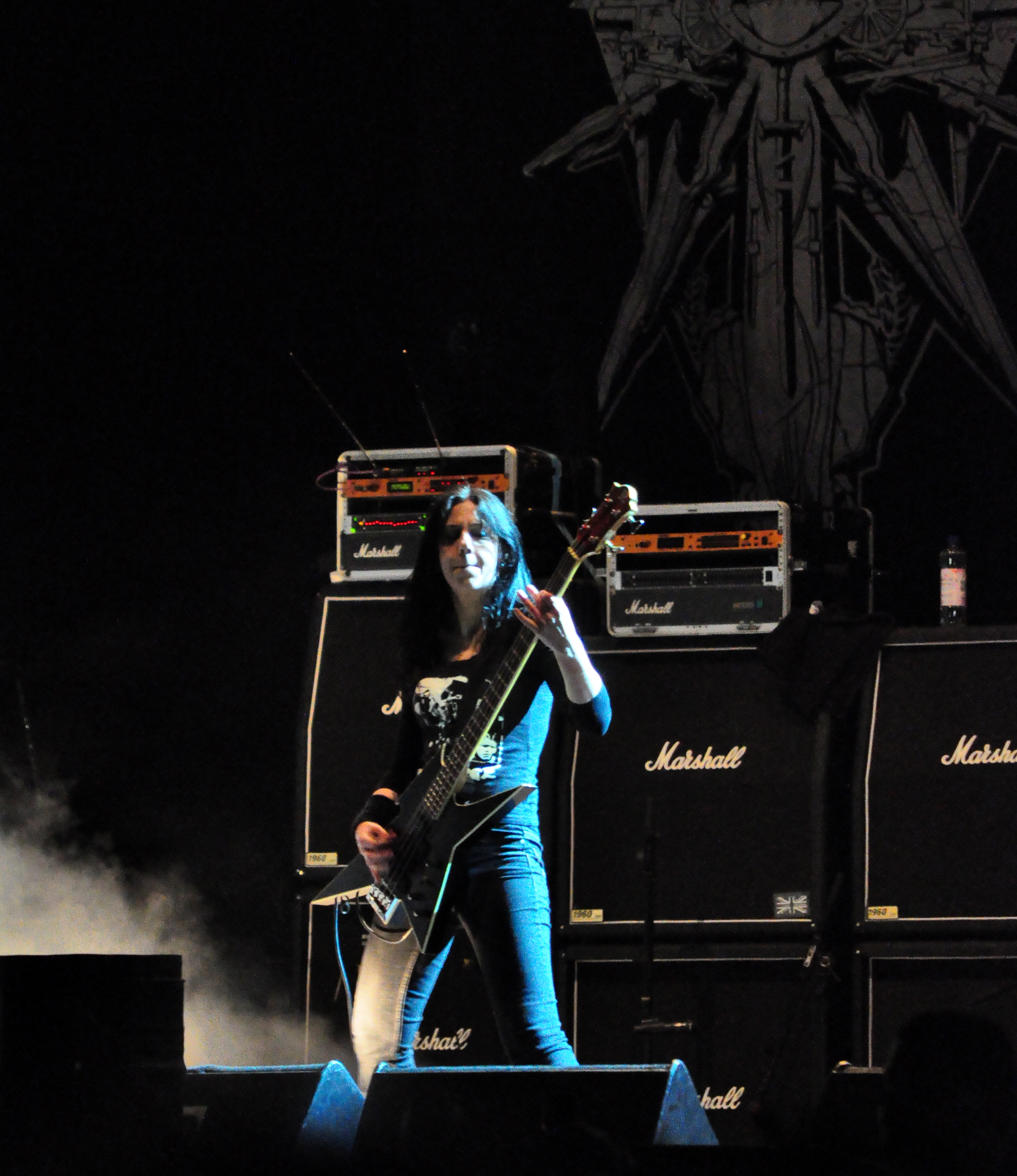
Jo Bench

Ende 1987 bekam der renommierte BBC-Radiomoderator John Peel das zweite Bolt Thrower-Demo in die Hände und war von der Musik begeistert. Er lud die Band zu einer Peel Session in den BBC-Studios ein, bei der vier Lieder aufgenommen wurden, die von Peel regelmäßig in seiner Sendung gespielt wurden. Die Plattenfirma Vinyl Solution wurde so auf Bolt Thrower aufmerksam und nahm die Band unter Vertrag.
Kurz nachdem der Vertrag unterschrieben worden war, verließ Alan West die Band. Er wurde durch Karl Willetts ersetzt, der zuvor als Fahrer mit der Band zusammengearbeitet hat. 1988 nahm die Band ihr Debütalbum In Battle There is No Law (nicht zu verwechseln mit dem ersten Demo) auf. Da Vinyl Solutions nur wenig Studiozeit bewilligte, klingt das Album entsprechend roh und primitiv. Das Album wurde nur minimal beworben. Da Vinyl Solutions eher ein Hardcorelabel war, trennte sich die Band nach einem Album von dieser Firma und wechselte zu Earache Records, die mit Napalm Death und Carcass einige weitere britische Death-Metal-Bands unter Vertrag hatte.

### 1989–1996: Die Jahre bei Earache Records
Nach einer weiteren Peel Session am 6. November 1988 nahm die Band ihr zweites Album Realm of Chaos auf. Die neuen Lieder fielen schneller, aber auch aggressiver und kräftiger aus. Die Firma Games Workshop entwarf das Cover des Albums. Einige Texte und Liedtitel beziehen sich auf die Spiele von Games Workshop, von denen speziell Willets, Ward und Whale große Fans waren. Es folgte die Grindcrusher Tour mit Napalm Death, Carcass und Morbid Angel, in deren Anschluss noch eine Peel Session folgte, bei der drei Lieder des kommenden Albums bereits in rohen Fassungen zu hören waren. Im gleichen Jahr erschien die Cenotaph-EP. 1991 wurden über Strange Fruit die drei Peel Sessions veröffentlicht.
Das dritte Album War Master erschien ebenfalls 1991. Musikalisch änderte die Band ihren Kurs vom Grindcore weg zum Death Metal. Aufgenommen wurde das Album in den Slaughterhouse Studios, welche zwei Wochen nach den Aufnahmen bis auf die Grundmauern abbrannten. Games Workshop bot erneut an, das Albumcover zu entwerfen. Da der verlangte Preis für die Band zu hoch war, lehnten Bolt Thrower das Angebot ab. Bolt Thrower spielte ihre erste Tournee in den Vereinigten Staaten. Für diese Rundreise nutzte die Band einen alten Schulbus.
1992 folgte mit The IVth Crusade das vierte Studioalbum. Der Titel des Albums bezieht sich auf den vierten Kreuzzug. Das Albumcover zeigt ein Bild von Eugène Delacroix, welches den Einzug der Kreuzritter in Konstantinopel darstellt. Musikalisch verwendete die Band tiefer gestimmte Gitarren und drosselte das Tempo. Zusammen mit Vader und Grave gingen Bolt Thrower auf die World Crusade-Tour durch Europa. Dazu kam eine chaotisch organisierte Tournee durch die USA sowie erstmals Konzerte in Australien. Mit Spearhead wurde eine weitere EP veröffentlicht.
Nach dem Ende der Tourneen ging die Band sofort wieder in die Sawmills Studios, um ihr fünftes Album …For Victory aufzunehmen. Das Tempo der Lieder wurde wieder angezogen und die Band kehrte teilweise zu ihren Hardcore/Thrash-Metal-Wurzeln zurück. Sowohl Willetts als auch Whale verließen nach den Aufnahmen die Band. Neuer Sänger wurde der Niederländer Martin van Drunen (zuvor bei Asphyx und Pestilence). Hinter dem Schlagzeug nahm der erst 19 Jahre alte Martin Kearns Platz. In dieser Besetzung ging die Band 1995 und 1996 auf Tournee.

### 1997–2016: Gegenwart und Auflösung
Zur gleichen Zeit verschlechterte sich das Verhältnis zwischen Bolt Thrower und Earache Records. Sowohl die Verhandlungen über die Auflösung des Vertrages mit Earache als auch die Verhandlungen mit der neuen Firma Metal Blade Records zogen sich in die Länge. 1997 verließ van Drunen die Band wieder. Infolge einer Erkrankung verlor er seine Haare und wollte nicht mit kurzen Haaren auf die Bühne treten. Kurze Zeit später verließ auch Kearns die Band. Sein letzter Auftritt fand auf dem With-Full-Force-Festival statt. Als Sänger half Dave Ingram von Benediction aus. Neuer Schlagzeuger wurde Alex Thomas.
Die Suche nach einem neuen Sänger gestaltete sich als schwierig. Van Drunen wollte nicht, Dave Ingram war mit Benediction und Ex-Sänger Karl Willetts mit seinem Studium ausgelastet. Als die Band kurz vor dem Studiotermin immer noch keinen neuen Sänger hatte, erklärte sich Willetts bereit, für das neue Album seinen Gesang beizusteuern. Das sechste Studioalbum Mercenary erschien schließlich im September 1998 und bescherte der Band den ersten Einstieg in die deutschen Albumcharts. Kurz nach der Veröffentlichung des Albums brachte Earache Records die Kompilation Who Dares Wins heraus, die einige ältere Lieder sowie die beiden EPs Cenotaph und Spearhead enthält. Da diese Veröffentlichung ohne Zustimmung der Band geschah, riefen Bolt Thrower ihre Fans auf, dieses Album zu boykottieren.
Für die Into-the-Killing-Zone-Tournee 1999 präsentierten Bolt Thrower mit Dave Ingram ihren neuen Sänger. Ingram hatte zuvor seine alte Band Benediction verlassen. Nach Abschluss der Tournee verließ Thomas die Band wieder und wurde durch seinen Vorgänger Martin Kearns ersetzt. Nach einer Kurztour durch Deutschland und den Niederlanden nahm die Band Anfang 2001 ihr siebtes Album Honour – Valour – Pride auf. Das Album erhielt hervorragende Kritiken seitens der Presse. Im Rock Hard erhielt das Album sogar die Höchstnote 10. Es folgte eine erfolgreiche Tournee mit Benediction und Fleshcrawl.
Im Mai 2004 sollten die Aufnahmen für das nächste Album beginnen. Danach war eine Tour durch Europa und die USA geplant. Sänger Dave Ingram verließ jedoch aus persönlichen und gesundheitlichen Gründen die Band. Im November 2004 präsentierten Bolt Thrower mit Karl Willetts ihren neuen, alten Sänger. Die Aufnahmen für das achte Album Those Once Loyal begannen schließlich im Mai 2005, veröffentlicht wurde das Album im November 2005 und erhielt erneut glänzende Kritiken.
Earache Records brachten pünktlich zur Veröffentlichung von Those Once Loyal eine Wiederveröffentlichung des Albums Realm of Chaos heraus, versehen mit einem neuen Cover. Wie schon bei der Kompilation Who Dares Wins riefen Bolt Thrower ihre Fans zum Boykott auf, da auch diese Wiederveröffentlichung ohne Zustimmung der Band erfolgte. Außerdem warfen Bolt Thrower Earache vor, seit Jahren kein Geld erhalten zu haben.
Im Januar und Februar 2006 ging die Band auf eine Europatournee mit Malevolent Creation. Eine Tournee durch die USA war geplant, musste aber mangels finanzieller Unterstützung von Metal Blade abgesagt werden. Am 12. Juni 2008 gaben Bolt Thrower auf ihrer Homepage bekannt, dass sie die Arbeiten an einem neuen, für das Jahr 2008 geplanten, Album auf unbestimmte Zeit verschoben haben. Hintergrund ist laut Aussage der Band, dass sie das Gefühl haben, mit ihrem letzten Album Those Once Loyal das ultimative Bolt-Thrower-Album herausgebracht zu haben und dieses mit dem neuen Material einfach nicht übertreffen können.
Im September 2015, kurz vor einer geplanten Australien-Tournee, kam Martin "Kiddie" Kearns auf tragische Weise im Alter von 38 Jahren ums Leben. Die Band sagte daraufhin alle Konzerte ab und kündigte bis auf weiteres keine neuen Aktivitäten mehr an. Überraschenderweise wurde im Januar 2016 allerdings eine neue Zusammenarbeit zwischen Karl Willets und dem ehemaligen Bolt-Thrower-Schlagzeuger Andy Whale in der Band Memoriam angekündigt, der auch Benediction-Bassist Frank Healy (ehem. Napalm Death) und Scott Fairfax, der wie auch Healy, früher bei Cerebral Fix aktiv war, angehören. Laut Aussagen der Mitglieder entstand die Gruppe ursprünglich als Coverband, „um die Leere nach dem Tod des BOLT THROWER-Drummers Martin "Kiddie" Kearns im September 2015 zu füllen“, entschieden sich aber, „mit der Aufnahme von Scott Fairfax ins Line-up… unsere eigenen Songs zu basteln“. Ein neues Album wurde über das Label Nuclear Blast für 2017 angekündigt.
Am 14. September 2016, ein Jahr nach Kiddies Tod, machte die Band bekannt, dass sie sich aufgelöst hat.

## Stil
Bolt Thrower hatten einen einzigartigen und bislang kaum kopierten Stil aus Death Metal mit Grindcore-Elementen (letzteres insbesondere auf den beiden ersten Alben). Die Songs sind meistens im mittleren und langsameren Tempo angesiedelt und haben dadurch eine große Intensität. Fans assoziieren diesen Sound und das Gefühl auf einem Bolt-Thrower-Konzert mit einem Panzer, der über den Hörer fährt.
Die Texte beschäftigen sich hauptsächlich mit den Themen Krieg, Gewalt, Ehre und Leid. Dabei werden keine Schlachten aus der Geschichte benannt oder nacherzählt. Karl Willets geht zur Inspiration und aus eigenem Interesse in Museen, welche sich mit Krieg und Kriegsgeschichte befassen. Nach Aussagen des Sängers Karl Willets ist die Kriegsthematik als Synonym für das Leben als solches zu sehen – ein immer währender Kampf mit den Fallstricken des Daseins. Des Weiteren nehmen viele ihrer Alben und Lieder Bezug auf das Tabletop-Rollenspiel Warhammer 40.000.

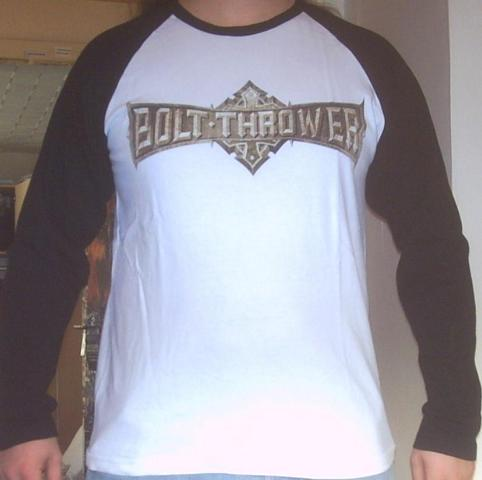
Ein Longsleeve mit dem Bolt-Thrower-Logo

## Konzertauftritte
Durch die Führung der Bandgeschäfte in Eigenregie – ohne Promotionagentur und Merchandise-Firma – wurden die Preise für Eintrittskarten und Merchandise der Band niedrig gehalten.
Bolt Thrower spielten oft nur auf ausgewählten Festivals, z. B. 1997, 1999 und 2000 auf dem With-Full-Force-Festival, 2003 und 2006 auf dem Rock Hard Festival und 2007 sowie 2011 auf dem Summer-Breeze-Festival in Dinkelsbühl.
Auf vielfachen Fanwunsch hin versuchte die Band, zumindest einen Festival-Auftritt pro Jahr zu absolvieren. Da für die Band der finanzielle Aspekt nicht im Vordergrund stand, durften die Fans online abstimmen, ob sie Bolt Thrower 2008 lieber auf dem Wacken Open Air, auf einem kleineren Festival oder nur in Clubs sehen möchten. Nach der Auswertung entschieden Bolt Thrower sich dazu, einem kleineren Festival den Vorzug zu geben, namentlich das Party.San Open Air in Bad Berka. Auch im Jahr 2009 fiel die Entscheidung wieder zugunsten eines kleineren Festivals, dem RockArea-Festival auf der Freilichtbühne Loreley. 2010 spielten sie auf dem Metalfest, 2011 auf dem Summer-Breeze sowie dem Metal Invasion in Straubing. 2012 waren sie sowohl auf dem Rock Hard Festival als auch auf dem Party.San Open Air einer der Headliner. Am 21. September 2014 ging Bolt Thrower auf die Overture of War Tour 2014 durch Europa.

## Diskografie

### Alben
- 1988: In Battle There is No Law
- 1989: Realm of Chaos
- 1991: War Master
- 1992: The IVth Crusade
- 1994: …For Victory
- 1998: Mercenary
- 2001: Honour – Valour – Pride
- 2005: Those Once Loyal

### EPs
- 1988: The Peel Session
- 1990: Cenotaph
- 1993: Spearhead

### Kompilationen
- 1991: The Peel Sessions 1988–90
- 1998: Who Dares Wins

### Demos
- 1987: In Battle There is No Law
- 1987: Concession of Pain
- 1988: Promo '88